# 미국의 도시화

도시화율

Choropleth map of urban population as percentage of US states and D.C. total population in 2020

지난 2세기 동안 미국은 농촌 국가에서 도시화된 국가, 공업화된 국가로 변모했는데 이는 급격한 산업화로 인한 결과였다. 1790년 미국의 도시화율은 5%였으나 이 비율은 1870년에는 25%, 1920년에는 50%, 1960년대에는 66%, 2000년대에는 80%로 올랐다.
미국에서 도시화는 미국 북동부 지역에서 가장 빨랐는데 1880년에 도시화율이 50%를 넘었지만 미국 북동부의 몇몇 주에서는 그 이전에 도시화율이 50%를 넘었다. 그 중 매사추세츠주와 로드아일랜드는 1850년에, 뉴욕주는 1870년 경에 도시화율이 50%를 넘었다. 미국 중서부와 미국 서부는 1910년대에 도시화율이 50%를 넘었고 미국 남부는 제2차 세계 대전 이후인 1950년대에 도시화율이 50%를 넘었다.
미국의 여러 지역들 중 가장 도시화율이 높은 지역은 미국 서부고 미국 북동부가 그 다음이다. 제2차 세계 대전 이후 미국 남부 지역은 급격한 산업화를 겪었고 현재는 도시화율이 2/3를 넘어서서 2010년 현재는 미국 중서부 지역과 비슷하다. 미국 50개 주 중 도시화율이 가장 낮은 곳은 버몬트주, 메인주, 웨스트버지니아주, 미시시피주 순인데 이 네 곳은 도시화율이 50%가 되지 않지만 이들 주들 중에서도 미시시피주처럼 도시화가 계속 진행되는 주도 있다. 미국 50개 주 중 일부는 도시화율이 90%를 넘었다.
메인주와 버몬트주는 도시화가 잘 이뤄지지 않는다. 메인주의 도시화율은 1950년에 가장 높았는데 그때에도 52%에 불과했고 현재는 39%다. 메인주와 버몬트주는 1790년 미국 인구 조사 이래로 도시화율이 계속 미국 평균치보다 낮았다.